# 김학성 (1955년)
김학성은 대한민국의 헌법 학자 출신의 교수이며 자유통일당 정치인이다.